# Marduk (Band)

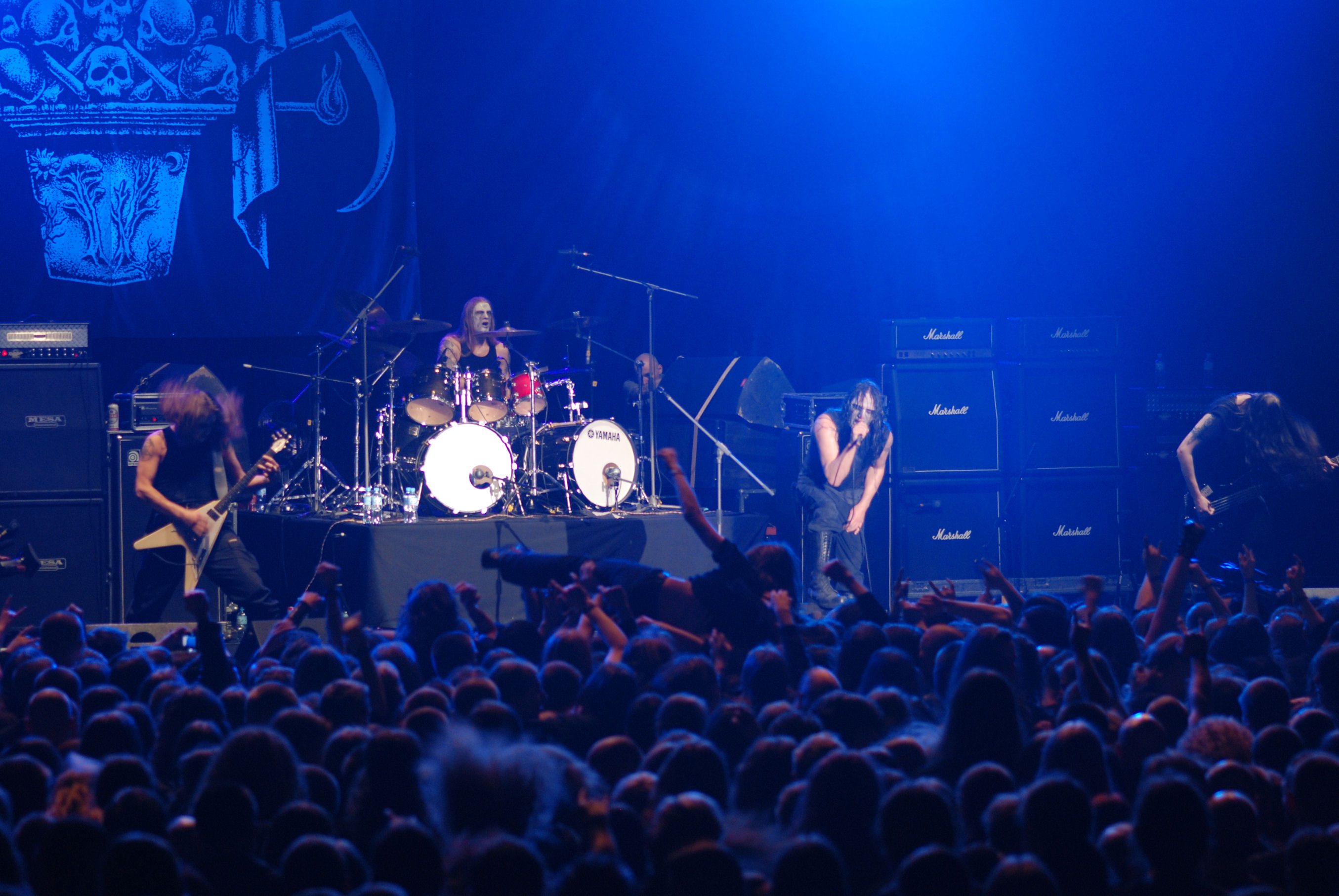
Marduk; Metalmania 2008

Marduk ist eine Black-Metal-Band, die 1990 in Norrköping (Schweden) gegründet wurde. Der Name leitet sich vom babylonischen Stadtgott Marduk ab.

## Geschichte
Marduk wurde von Morgan Steinmeyer Håkansson laut offizieller Biographie mit dem Ziel gegründet, die satanischste und blasphemischste Band aller Zeiten zu werden. Nach dem Demo Fuck Me Jesus wurde 1991 die EP Here’s No Peace aufgenommen, die aber zunächst unveröffentlicht blieb, und die Band trat mehrmals live auf. 1992 erschien das Debüt Dark Endless über No Fashion Records, und Marduk gab einige Konzerte in Schweden, wodurch ihre Fangemeinde stark anwuchs. Aufgrund eines Streits mit No Fashion wechselte die Band 1993 zur französischen Plattenfirma Osmose Productions, wo im Oktober 1993 das zweite Album Those of the Unlight erschien. 1994 trat die Band auf einem Festival in Oslo und somit erstmals außerhalb von Schweden auf, tourte mit Immortal durch Europa und veröffentlichte das Album Opus nocturne. Nachdem der Gesang ursprünglich von Andreas Axelsson und Joakim Göthberg übernommen worden war, wurde Legion (Erik Hagstedt) 1995 Sänger bei Marduk. Im Februar folgte die Winter War Tour, bei der die Band in Deutschland boykottiert wurde. Außerdem spielte die Band erstmals auf der anderen Seite des Atlantischen Ozeans, unter anderem im Juni 1995 in Ciudad de México. 1996 erschien das erste Album mit Legion, Heaven Shall Burn… When We Are Gathered, und nach einer Europatournee die EP Glorification, auf der die Band Destruction, Bathory und Piledriver coverte.
1997 ging Marduk auf die Legion-Tournee und veröffentlichte das Live-Album Germania mit Aufnahmen von Auftritten in Deutschland von der Tournee zu Heaven Shall Burn… When We Are Gathered. Außerdem unterstützte Marduk zusammen mit Eminenz die norwegische Band Mayhem auf ihrem ersten Konzert nach der Wiedervereinigung in Bischofswerda und veröffentlichte die 1991 aufgenommene EP Here’s No Peace über die schwedische Plattenfirma Shadow Records. 1998 veröffentlichte Marduk das Album Nightwing, das im Rock Hard rezensiert wurde, nachdem die Band von früheren Äußerungen abkehrte; der Rezensent, Kai Wendel, merkte allerdings an, er finde „einige braungefärbte Äußerungen, die Morgan, das Sprachrohr der Truppe, in der Vergangenheit einigen Fanzines gegenüber abgesondert hat, doch etwas zu bedenklich, um sie nur als schlichte hinterwäldlerische Dummheit oder promowirksame Provokation abzutun. Aber vielleicht ist der Bursche mit der Zeit etwas reifer und klüger geworden (Interview im nächsten Heft – Red.)“. Außerdem spielte die Gruppe auf dem No Mercy Festival und der europäischen Black Metal Assault Tour. Im Jahr darauf nahm die Band das Album Panzer Division Marduk auf. Danach tourte Marduk in Skandinavien, Griechenland und Japan sowie auf mehreren Festivals, unter anderem dem Dynamo Open Air. Nach Aufnahme der EP Obedience ging die Band im Herbst auf eine siebenwöchige Tournee.
Im Jahr 2000 veröffentlichte die Gruppe die EP Obedience über ihre eigene Plattenfirma Blooddawn Productions und ging mit Deicide und Cannibal Corpse auf Tournee. Marduk beendete die Zusammenarbeit mit Osmose Productions. Die Band trat außerdem in Mexiko sowie auf zahlreichen Festivals wie dem Wacken Open Air, With Full Force und Waldrock. An Halloween gab die Band ein Jubiläumskonzert in Norrköping und veröffentlichte das Doppel-Live-Album Infernal Eternal.
Im März 2001 erschien La grande Danse macabre. Danach spielte die Band auf einer Europatournee sowie einer US-Tournee mit Deicide, außerdem auf dem Graspop Metal Meeting, einer weiteren kurzen Tournee und den X-mass-Festivals. 2002 musste eine geplante Tournee durch die USA ausfallen. Im Februar erschien das Box-Set Blackcrowned. Die Band entließ Fredrik Andersson und rekrutierte Emil Dragutinovic von The Legion als neuen Schlagzeuger. Sie trat auf dem With Full Force und dem Tuska Open Air Metal Festival auf und spielte im Vorprogramm von Danzig in Europa sowie auf den X-mass-Festivals. Im Februar 2003 veröffentlichte die Band World Funeral und spielte auf einer Europatournee sowie im August auf dem Party.San. Morgan Håkansson nahm Material für eine geplante 4-Titel-EP namens Porträtt av döda barn (swe. ‚Porträts toter Kinder‘) auf, die jedoch unveröffentlicht blieb. Im Oktober tourte Marduk durch Lateinamerika, im Dezember trennten sich Legion und die Band.

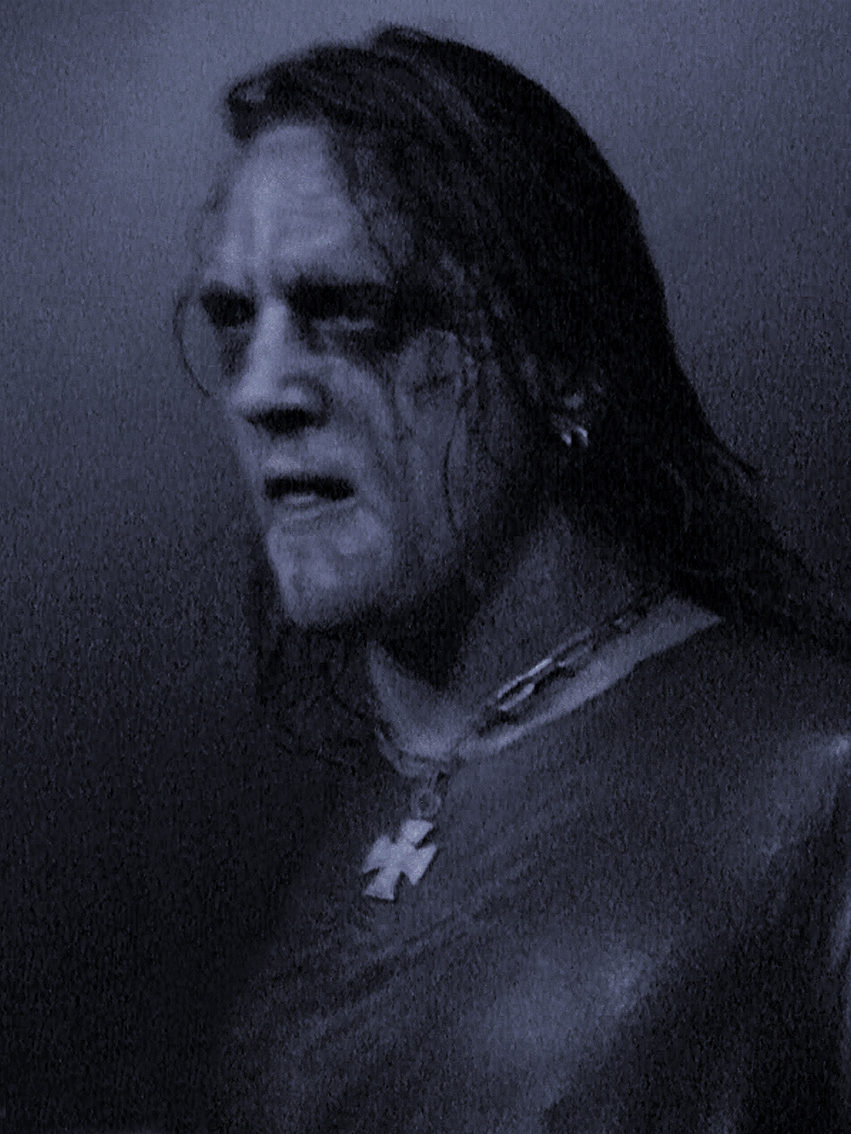
Mortuus 2007 in Paris

Im Januar 2004 nahm Morgan das Demo Todes Reich auf, auf dem er mit einem Drumcomputer arbeitete und Bass und Gesang selbst übernahm. Als neuer Sänger stieg Arioch (Daniel Rostén) von Funeral Mist und Triumphator ein, der bei Marduk unter dem Pseudonym „Mortuus“ singt. Im Februar veröffentlichte die Band ihre erste DVD Funeral Marches and Warsongs. Im Mai war Marduk Teil des Hauptprogramms des Motala Metal Festival in Schweden. Nach einer als Hastfer-Session bezeichneten Vorproduktion für das nächste Album im Endarker-Studio ihres ehemaligen Gitarristen Devo Andersson entschied sich die Band, dort ihr nächstes Album aufzunehmen. Der Bassist B.War wurde durch Devo Andersson ersetzt. In dieser Besetzung nahm die Band im Sommer ihr Album auf und spielte im Hauptprogramm des Agglutination-Festivals in Süditalien. Im September wurden ausgewählte Journalisten nach Hamburg eingeladen, wo sie das Album hören konnten und die Band auch auftrat. Ende November erschien es unter dem Titel Plague Angel. Die Band spielte wieder auf den jährlichen Xmas-Festivals in Europa und veröffentlichte eine limitierte Tournee-EP, die ebenso wie die Tournee nach einer auf dem Album enthaltenen Zusammenarbeit mit dem schwedischen Martial-Industrial-Projekt Arditi Deathmarch (engl. ‚Todesmarsch‘) benannt wurde. Die für 2005 geplanten Auftritte zur Promotion des Albums verzögerten sich, da Schlagzeuger Emil Dragutinovic sich in einer Schlägerei den Arm brach. Im Sommer trat die Band jedoch wieder auf dem Wacken Open Air auf und tourte Ende August und September durch Europa. Außerdem fanden drei Konzerte in der Türkei und ausgewählte Auftritte in Guatemala, El Salvador, Kolumbien, Argentinien und Brasilien statt. Zum 15-jährigen Jubiläum erschien ein limitiertes Live-Album namens Warschau, das im selben Jahr in Polen aufgenommen worden war.

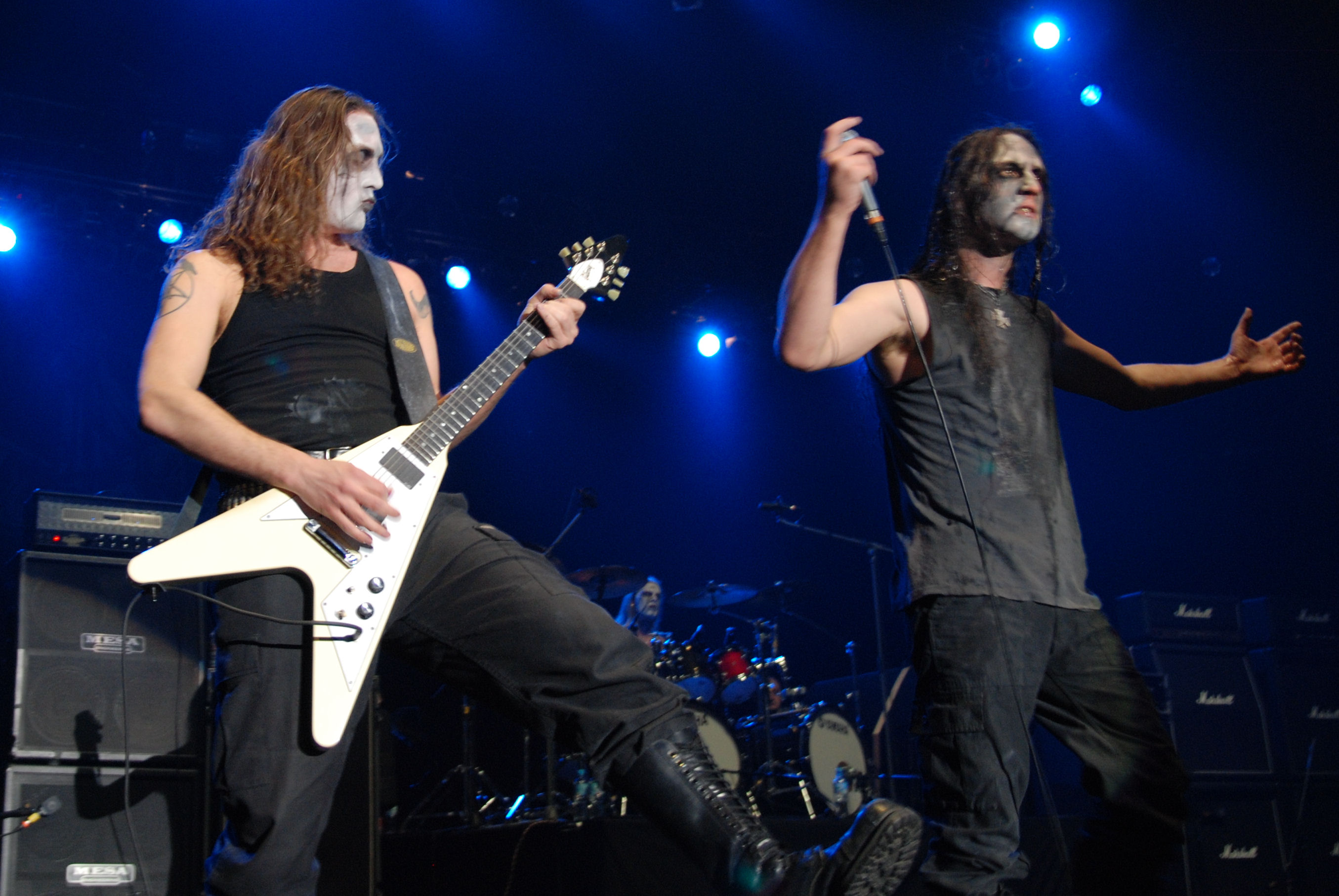
Håkansson und Mortuus, Metalmania 2008

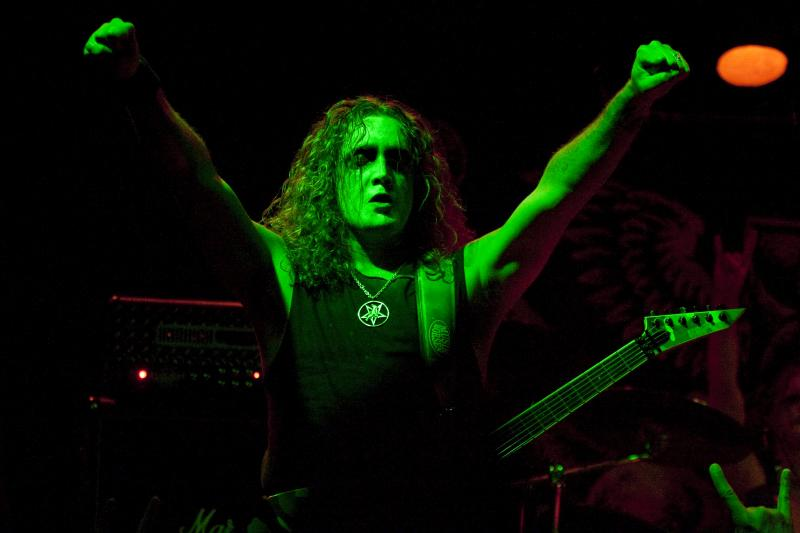
Håkansson 2010 in São Paulo

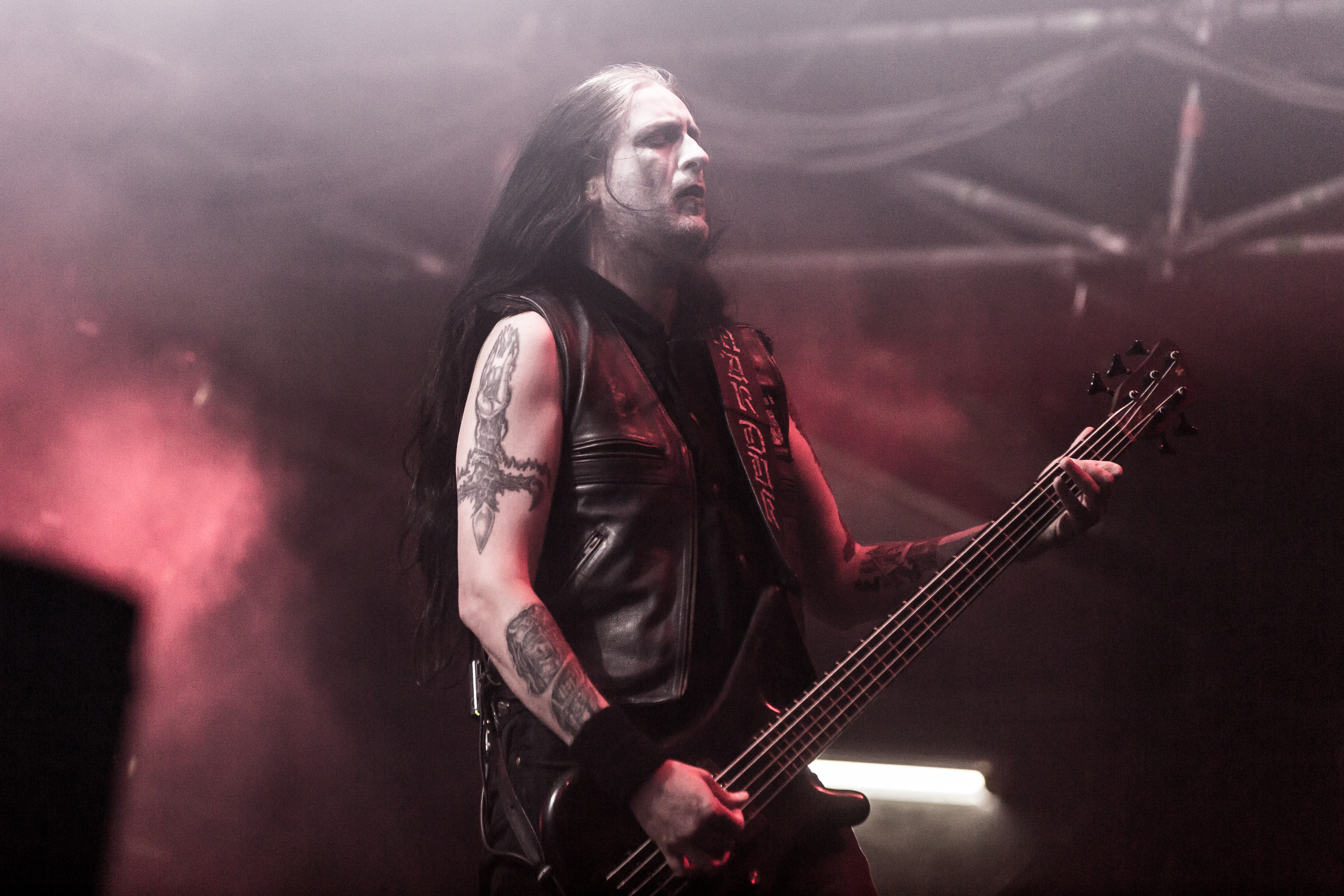
Devo Andersson 2017 beim Party.San

2006 gehörte Marduk zum Hauptprogramm des Metalboat-Festivals, das zwischen Schweden und Finnland stattfand, spielte auf dem Inferno Metal Festival Norway und einer Europatournee. Im Frühling wurden auch die ersten vier Alben wiederveröffentlicht. Die Band spielte auf dem Nummi Rock Festival in Finnland, mehreren weiteren Festivals in Finnland und der Slowakei und am Ende ihrer Tournee auf dem Hellflame-Festival in Osnabrück. Außerdem veröffentlichte sie am 6. Oktober die Doppel-DVD Blood Puke Salvation. Im Dezember ging die Band ins Studio, um ein neues Album aufzunehmen, und ersetzte Emil Dragutinovic durch Lars Broddesson. Im Februar 2007 spielte Marduk auf drei Festivals in Mexiko, im April tourte die Band durch Russland und die Ukraine und veröffentlichte das Album Rom 5:12. Im Sommer trat die Band auf ausgewählten Festivals wie dem Sweden Rock Festival, dem Metaltown Festival und dem Waldrock Open Air auf. Im August 2007 spielte die Band erstmals in Australien, im September folgten einige Auftritte in Polen im Vorfeld einer geplanten Europatournee im November und Dezember durch die meisten westeuropäischen Länder und erstmals die baltischen Staaten. Der Vanitas-Tournee 2007/2008 folgten weitere Auftritte auf dem Balkan in Ländern wie Mazedonien, Serbien, Rumänien und Bulgarien. Im März 2008 nahm die Band am polnischen Metalmania in Katowice teil und trat in Brasilien, Chile, Kolumbien, Ecuador und Venezuela auf. Ende April 2008 wurden die Alben Germania, Nightwing und Panzer Division Marduk mit Bonusmaterial und neuer Gestaltung wiederveröffentlicht. Im Sommer spielte Marduk in Europa und trat auf dem Hellfest in Frankreich, dem Metalcamp in Slowenien, dem Kaltenbach Open Air in Österreich, dem Alliance Fest in Portugal und dem Summer Breeze in Deutschland auf. Im September folgten einige Auftritte in Mexiko. Außerdem ging die Band mit unter anderem Morbid Angel im November und Dezember 2008 auf Europatournee.
Anfang 2009 bereitete die Band ihr elftes Studioalbum vor und trat im März in Luleå, Schweden beim Trettio Minus Festival auf. Im Sommer folgten Festival-Auftritte beim Stonehell in Italien, dem Lorca Rock in Spanien und dem Brutal Assault Festival in Tschechien sowie im Hauptprogramm des Party.San, wo die Band das komplette Album Panzer Division Marduk zu dessen zehnjährigem Bestehen spielte, sowie die Aufnahmen zum elften Studioalbum Wormwood im Endarker-Studio. Im August 2009 spielte die Band zum ersten Mal seit acht Jahren wieder in den USA, wo sie drei Auftritte an der Ostküste absolvierten. Von Ende August bis Mitte September folgte die Blitzkrieg-Tournee durch Polen. Am 24. September erschien Wormwood in Europa, Anfang Oktober international. Von Ende September bis Anfang Oktober begab Marduk sich auf die Funeral-Nation-Europatournee durch West- und Südeuropa. Im November und Dezember kehrte die Band für eine US Plague 2009 betitelte Tournee nach Nordamerika zurück, bei der sie auch erstmals in Kanada spielte. Anfang 2010 folgte der zweite Teil der Funeral-Nation-Europatournee, der sich hauptsächlich auf den Balkan konzentrierte, aber auch einzelne Auftritte in Deutschland, Österreich, den Benelux-Ländern, Ireland und dem Vereinigten Königreich beinhaltete und im Februar endete. Im April trat die Band in Schweden beim House of Metal Festival und im Hauptprogramm des Inferno Metal Festival in Norwegen auf. Außerdem spielte die Band in Südamerika und anschließend von Ende April bis Mai in Belarus und Russland. Im Mai ging die Band außerdem mit Deicide und Vader auf die zweiwöchige Unholy-Titans-Tournee; zusammen traten sie beim Metalfest in der Schweiz, Deutschland, Österreich, Ungarn und Tschechien sowie in Clubs in Frankreich, Italien, Slowenien und Polen auf. Im Juli folgten Festival-Auftritte unter anderem beim Hellfest, dem With Full Force und dem Rockharz Open Air. Im September ging Marduk auf die dreiwöchige The-Great-Northern-War-Tournee durch die nördlichen Teile Europas, hauptsächlich Skandinavien. Zu ihrem zwanzigjährigen Bestehen nahm die Band an der Blackest-of-the-Black-Festival-Tournee durch die USA zusammen mit unter anderem Danzig und Possessed teil. Im Dezember folgte die Asientournee Asian Black Death Redemption 2010 durch China, Thailand, Singapur und Indonesien.
Im Januar 2011 gab Marduk auf dem viertägigen 70000 Tons of Metal zwei Auftritte zwischen Miami und Cozumel. Diesen folgte eine kurze Tournee durch Honduras, Guatemala und Costa Rica. Im Februar spielte Marduk mit Mayhem und Nifelheim in Strömstad. Im März wurden drei Stücke für eine EP aufgenommen. Die Band trat außerdem auf dem Festival Walpurgis Metal Days in Deutschland und dem Puntopop-Festival in Belgien auf. Ende Mai erschien die EP Iron Dawn, am gleichen Tag spielte Marduk im Hauptprogramm des Maryland Deathfest, das ihre 7-Bowls-of-Wrath-Tournee durch die USA und Kanada einleitete. Marduk trat hierbei mit Black Anvil, Panzerfaust, Aura Noir und HOD auf. Diese Tournee endete mit einer Ausstellung des Künstlers Oluremi White mit dessen auf Marduk-Texten basierenden Werken in New York City. Im Sommer 2011 trat die Band beim Getaway Rock in Schweden, dem Summer Breeze, dem Motorcultor in Frankreich, dem letzten Hole in the Sky in Norwegen, dem Elsrock in den Niederlanden und dem Meshuff in der Schweiz auf. Im September beendeten Marduk und Blooddawn Productions das Ende der Zusammenarbeit mit Regain Records, im November unterschrieb die Band bei Century Media. Ab dem 11. Mai 2012 ging die Band auf eine Welttournee zu ihrem am 30. Mai 2012 veröffentlichten Album Serpent Sermon.

## Stil

### Musik
Bis einschließlich des Debütalbums Dark Endless war Marduks Stil stark vom Death Metal beeinflusst. Eine dem Black Metal entsprechende Atmosphäre ist laut Daniel Ekeroth erst ab dem zweiten Album Those of the Unlight spürbar. Dieses bezeichnete er als Marduks traditionellste Black-Metal-Aufnahme und das vermutlich „erste hundertprozentige schwedische Black-Metal-Album seit Bathorys Under the Sign of the Black Mark“. Nach diesem Album wurde Marduks Stil noch brutaler, wobei der Höhepunkt dieser Entwicklung das Album Panzer Division Marduk war. Dieses Album wird mit seiner Länge von etwa 30 Minuten und seiner hohen Geschwindigkeit im Vergleich zu den anderen Alben oft als Reign in Blood der Band oder des Black Metal bezeichnet, auf dem die Lieder aber, anders als bei Slayers Reign in Blood, einander stark ähneln, sodass das Album sehr eintönig klingt.
Nach Panzer Division Marduk wurde auf dem Nachfolger La grande Danse macabre „[v]ordergründig […] viel Tempo aus dem Spiel genommen, was aber seinen [Håkanssons] Riffs zu noch mehr brachialer, präziser denn je zuschlagender Gewalt und vor allem auch Bogges Bass zu mehr Präsenz verhilft“. Wenngleich das Album wesentlich langsamer als Panzer Division Marduk ist, ist es Legion zufolge „immer noch typisch Marduk“.
Mit dem Einstieg des aktuellen Sängers Mortuus erfolgte laut Christian Wachter vom Legacy eine „Korrektur in Richtung eines interessanteren, weil auch gelegentlich moderateren, wenngleich nicht weniger düsteren Songwritings“. Durch sein Mitwirken erinnern neuere Marduk-Alben auch an seine andere Band Funeral Mist. Als besonders abwechslungsreich hebt Wachter Serpent Sermon hervor, auf dem Into Second Death „mit einer eingängigen Mischung aus Thrash und doomiger Epik überzeugt“, die Musiker bei Temple of Decay „[i]n richtig düsterer Langsamkeit schwelgen“ und Lieder wie Messianic Pestilence oder Gospel of the Worm in hoher Geschwindigkeit gespielt werden.

### Texte und Ideologie

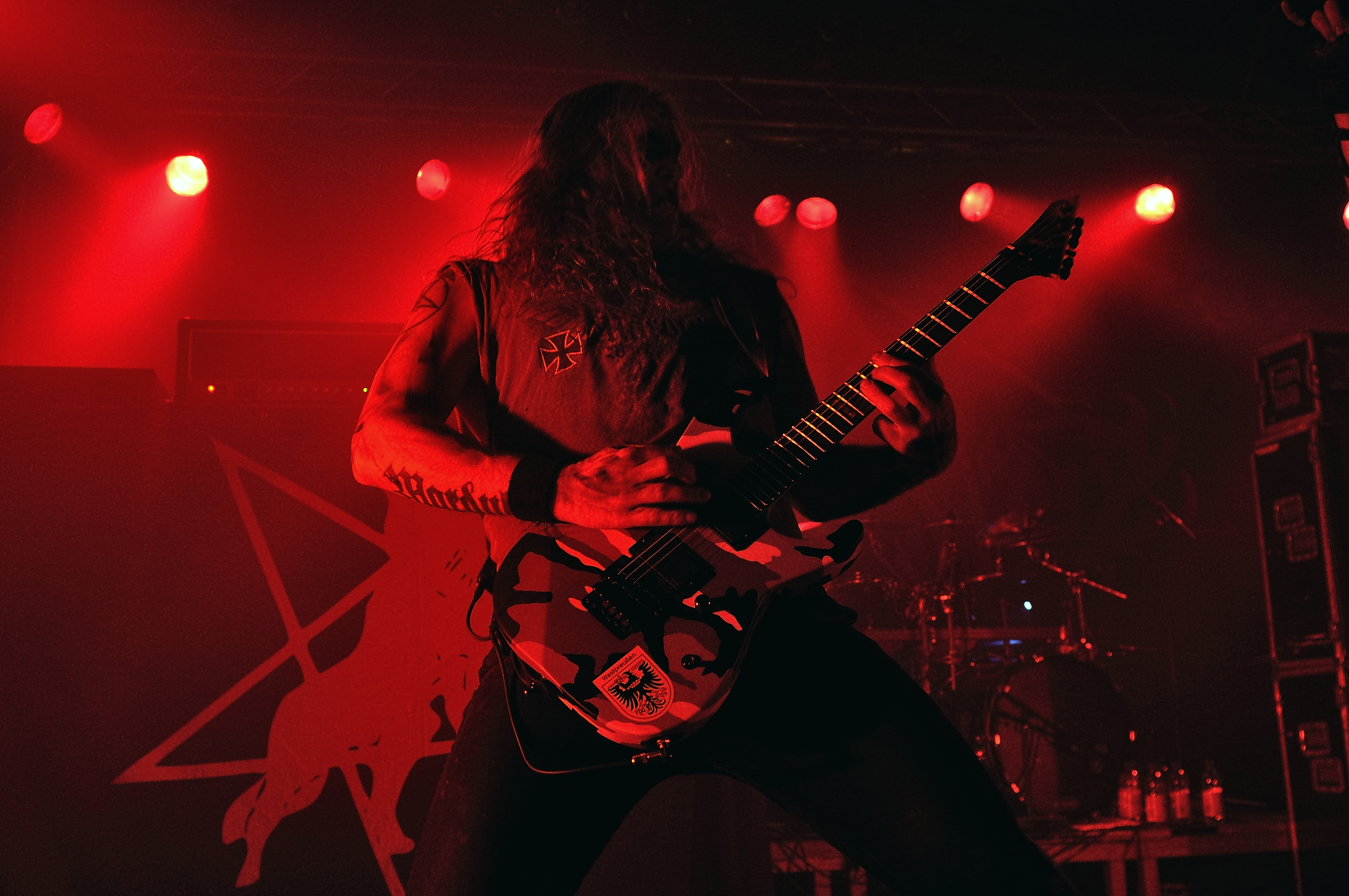
Morgan Steinmeyer Håkansson mit Eisernem Kreuz, 2015

Morgan Håkansson bekennt sich zum Satanismus und transportiert entsprechende Inhalte über die Texte der Band. Beim Verfassen der Texte wird er oft von der Bibel inspiriert, der auch Albentitel wie Rom 5:12 (Röm 5,12 ) und Wormwood entstammen; dessen Titel, übersetzt ‚Wermut‘, spielt daher nicht auf das im Absinth enthaltene Wermutkraut, sondern auf (Offb 8,10–11 ) an; die entsprechende Bibelstelle wird auch auf der Plattenhülle zitiert. Außerdem schrieb die Band Lieder über Vlad III. Drăculea und Themen aus dem Umfeld der Zeit des Nationalsozialismus und des Zweiten Weltkriegs. Diese Themen und frühere Äußerungen Håkanssons sorgten mehrfach für Kontroversen; während der Winter War Tour im Februar 1995 versuchten die Magazine Rock Hard und Metal Hammer, Auftritte in Deutschland zu verhindern, weil Håkansson „einige braungefärbte Äußerungen […] einigen Fanzines gegenüber abgesondert“ hatte; er hatte sich im Namen der Band gegen Immigration nach Schweden ausgesprochen und gesagt, er sei stolz, dass sein Großvater im Zweiten Weltkrieg als deutscher Offizier gedient habe. Auch das Cover des Live-Albums Germania sorgte für Kritik; Håkansson erklärte jedoch, dass es sich bei diesem um den Bundesadler von der Rückseite der 1-DM-Münze handle. Die Band habe sich für Aufnahmen von Auftritten in Deutschland entschieden, da es die besten Aufnahmen der Tournee zu Heaven Shall Burn… When We Are Gathered gewesen seien und Marduk dort sehr gutes Publikum habe. Von früheren Äußerungen zum Nationalsozialismus distanziert Håkansson sich inzwischen. Der Nationalsozialismus sei für ihn nur eines von mehreren faszinierenden geschichtlichen Themen. Der ehemalige Schlagzeuger Fredrik Widigs und Sänger Daniel „Mortuus“ Rostén jedoch sympathisieren Recherchen der schwedischen Zeitung ETC zufolge mit der Neonaziorganisation Schwedische Widerstandsbewegung und erwarben Propagandamaterial der Bewegung in größeren Mengen. Marduk bestritt in einer Stellungnahme, dass Mitglieder der Band jemals Material dieser Organisation bestellt oder Kontakt zu dieser gehabt hätten.
Im Juni 2018 wurde ein Musikvideo zum Song Viktoria vom gleichnamigen Album veröffentlicht. In diesem ist ein an Mortuus’ Lederjacke befestigter Pin zu sehen, der zwei gekreuzte Hammer und ein darüber liegendes Schwert zeigt. Das Symbol des Pins, die zwei gekreuzten Hämmer und das Schwert zeigen große Ähnlichkeit mit dem NSDAP Gau-Ehrenzeichen Essen und werden auch von der schwedischen Band  Arditi benutzt, die für Marduk die Musik zu Deathmarch und 1651 komponierte.
Am 13. Mai 2023 spielten Marduk auf dem Incineration Fest in London. Der stark alkoholisierte Bassist Joel Lindholm fiel mit Plektren auf, die das Totenkopfsymbol der SS trugen, und hob während des Konzertes den Arm zum Hitlergruss. Nach dem  Bekanntwerden von Videoaufnahmen suspendierte die Band Lindholm fristlos. In einem Interview mit Tom Lubowski vom Metal Hammer zu dem Album Memento Mori distanzierte sich Håkansson nachdrücklich von rechtsextremen Gedankengut und erklärte: „Weder unterstütze ich dieses Gedankengut noch dulde ich dergleichen in meiner Band. [...] Den Hitlergruß zu zeigen, tolerieren wir unter keinen Umständen.“

## Diskografie

### Demos
- 1991: Fuck Me Jesus (Wiederveröffentlichungen 1995 und 1999 als EP)

### Studioalben
- 1992: Dark Endless (Wiederveröffentlichung 2004)
- 1993: Those of the Unlight (Wiederveröffentlichung 2004)
- 1994: Opus nocturne (Wiederveröffentlichung 2004)
- 1996: Heaven Shall Burn… When We Are Gathered (Wiederveröffentlichung 2004)
- 1998: Nightwing (Wiederveröffentlichung 2008 mit einer DVD)
- 1999: Panzer Division Marduk (Wiederveröffentlichung 2008)
- 2001: La grande Danse macabre (Wiederveröffentlichung 2006 als auf 3000 Stück limitiertes Box-Set)
- 2003: World Funeral (Wiederveröffentlichung 2006 als auf 3000 Stück limitiertes Box-Set)
- 2004: Plague Angel (Wiederveröffentlichung 2009 als auf 2500 Stück limitiertes Box-Set)
- 2007: Rom 5:12
- 2009: Wormwood
- 2012: Serpent Sermon
- 2015: Frontschwein
- 2018: Viktoria
- 2023: Memento Mori

### EPs und Vinyl-Singles
- 1996: Glorification (Wiederveröffentlichung 2004)
- 1997: Here’s No Peace
- 2000: Obedience (Wiederveröffentlichung 2008)
- 2002: Slay the Nazarene (Vinyl-Single, limitiert auf 1.500 Stück)
- 2003: Hearse (Vinyl-Single, limitiert auf 500 Stück)
- 2005: Deathmarch (Tour EP)
- 2011: Iron Dawn (EP)

### Livealben und Kompilationen
- 1997: Live in Germania (Wiederveröffentlichung 2008 mit einer DVD)
- 2000: Infernal Eternal (Doppel-Live-Album)
- 2002: Blackcrowned (Box-Set)
- 2005: Live in Warschau (limitiert auf 10.000 Stück, Wiederveröffentlichung 2008 mit einer DVD)

### Sampler-Beiträge
- 1998: In Conspiracy with Satan und Woman of Dark Desires auf In Conspiracy with Satan – A Tribute to Bathory

### DVDs
- 2003: Funeral Marches and Warsongs
- 2004: Blackcrowned (limitiert auf 2.500 Stück)
- 2007: Blood Puke Salvation